# 巴巴金陨击坑
巴巴金陨击坑（Babakin）是火星陶玛西亚区东北的一座撞击坑，它坐落在博斯普鲁斯高原西南的阿俄尼亚高地东北以及更远处的科剌奇斯堑沟群东南。该陨坑中心坐标为南纬36度、西经71.44度。直径76.66公里，其名称取自前苏联太空工程师格奥尔基·巴巴金，1985年被国际天文联合会正式批准接受。

## 另请查看
- 火星撞击坑